# Младић (ТВ филм)
„Младић” је југословенски ТВ филм из 1972. године. Режирао га је Здравко Шотра а сценарио је написао Алија Исаковић.

## Улоге
| Глумац           | Улога |
| ---------------- | ----- |
| Руди Алвађ       |       |
| Урош Крављача    |       |
| Александар Мичић |       |